# Quatuor à cordes no 8 de Chostakovitch
Pour les articles homonymes, voir Quatuor à cordes no 8.

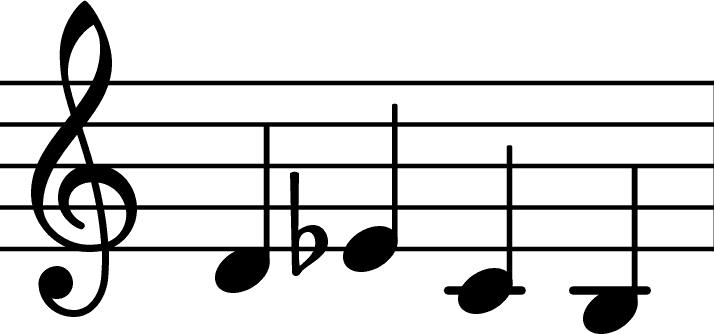
Le motif « DSCH ».

Le Quatuor à cordes no 8 en ut mineur (opus 110) est une œuvre de musique de chambre composée par Dmitri Chostakovitch en 1960. Il s'agit de l'une des œuvres les plus connues et jouées du compositeur russe, qui a d'ailleurs réutilisé certains de ses thèmes dans d'autres compositions.

## Historique
Depuis 1959, Chostakovitch souffre de poliomyélite et se rend près de Dresde, officiellement pour écrire la musique du film Cinq jours et cinq nuits, plus officieusement pour des traitements. Impressionné par le spectacle de la ville dévastée, il écrit le quatuor en trois jours, du 12 au 14 juillet 1960. L'œuvre est dédiée « aux victimes de la guerre et du fascisme »,.
Dans ses mémoires cependant, il déclare propos de la partition :

« On la qualifia d'office de dénonciation du fascisme. Pour dire cela il faut être à la fois sourd et aveugle [...] j'y cite Lady Macbeth, la Première symphonie, la cinquième, qu'est-ce que le fascisme a à voir avec cela ? [...] dans ce même quatuor je reprends un thème juif du 2e trio... »

Chostakovitch rajoute à propos de ce quatuor :

« Je me suis dit qu’après ma mort personne sans doute ne composerait d’œuvre à ma mémoire. J’ai donc résolu d’en composer une moi-même… »

« Le thème principal de ce quatuor sont les notes D. Es. C. H., c'est-à-dire mes initiales, et j'ai cité certaines de mes œuvres. Une petite anthologie ! »

Enfin, ce quatuor est écrit juste après l'adhésion (très tardive et sous la pression) du compositeur au Parti communiste. Lev Lebedinsky déclare d'ailleurs : « Le quatuor fut écrit immédiatement après qu'il rejoignit le Parti communiste - et ceci, pour Chostakovitch, équivalait à la mort même. » Le 8e quatuor est créé le 2 octobre 1960 par le Quatuor Beethoven.
Ce quatuor a également été orchestré par Roudolf Barchaï, en 1967 et renommé avec l'accord de Chostakovitch Symphonie de chambre.

## Structure
L'exécution dure environ 20 minutes :
1. Largo
2. Allegro molto
3. Allegretto
4. Largo
5. Largo

Son monogramme musical DSCH y est nettement prédominant, en l'état ou transposé ; il côtoie un certain nombre de thèmes empruntés à d'autres œuvres :
- dans le premier mouvement, des références aux Symphonie no 1 et Symphonie no 8,
- dans le second mouvement, un thème juif déjà énoncé dans le Trio avec piano no 2,
- dans le troisième mouvement, le thème du Premier Concerto pour violoncelle,
- dans le quatrième mouvement, le thème russe puis l'aria « Seryozha mon amour » du quatrième acte de l'opéra Lady Macbeth du district de Mtsensk.

Le motif-signature apparaît au tout début de l'œuvre, comme une sorte de lamentation fuguée, qui se poursuit en élégie contemplative. Ce caractère hors du temps de la musique est interrompu par l'Allegro, au rythme effréné. Ensuite, le motif est transformé en une mélodie de valse sardonique. Il revient dans le quatrième mouvement (Largo), plein d'émotion et dans lequel les violons dialoguent en un duo serein, suivi du thème de Lady Macbeth du district de Mtsensk joué par le violoncelle. Après quoi, les instruments les plus graves entonnent solennellement la mélodie d'une vieille marche funèbre russe, Le Chant des martyrs (un air favori de Lénine, qui date des années 1870, et fut chanté lors de ses funérailles). Le Largo final reprend avec un désespoir intense le matériau du premier mouvement, qui finit par s'évanouir dans un silence désespéré.

## Anecdote
Mstislav Rostropovitch a raconté que rentrant d'une série de concerts, Chostakovitch lui fait écouter un enregistrement des répétitions du 8e Quatuor par le Quatuor Beethoven. « Enfin, j'ai écrit une œuvre que je voudrais qu'on joue à mon enterrement », lui aurait-il confié en larmes[réf. nécessaire].

## Discographie sélective
- Quatuor Borodine, intégrales des quatuors à cordes de Chostakovitch, chez Melodiya / BMG, 1997.
- Quatuor Beethoven, quatuors 7, 8 et 10, chez Melodiya / BMG
- Quatuor Hagen, quatuors 3, 7 et 8, chez Deutsche Grammophon, 2006
- Quatuor Pražák, quatuors 7, 8 et quintette pour piano, Op.57, chez Praga digital, 2010[7]